# PFK Pöstyén
A PFK Pöstyén (szlovákul: PFK Piešťany) egy félprofi labdarúgócsapat, amely a Nyugat-Szlovákiai Labdarúgó Szövetség által szervezett Nyugati Régió Bajnokságában szerepel a 2011/12-es szezonban. A klub székhelye a szlovákiai Pöstyénben van, hazai mérkőzéseit a PFK Piešťany Stadionban játssza.

## Története
Az első labdarúgóklub, amelyet Pöstyénben alapítottak, a PAFC Pöstyén csapata volt, amelyet Gerenday Géza és Seidl Károly alapított 1912-ben. A pályája a mai kultúrház területén volt. Az első világháború után több csapata is volt a városnak. A 20. század harmincas éveiben több nemes ellenféllel is megmérkőzött a helyi klub, többek között a Rapid Wien, Admira Wacker, Admira Wien és a Ferencvárosi TC csapataival.